# Scyllarides tridacnophaga
Scyllarides tridacnophaga is een tienpotigensoort uit de familie van de Scyllaridae. De wetenschappelijke naam van de soort is voor het eerst geldig gepubliceerd in 1967 door Holthuis.